# Úřad vlády České republiky
Úřad vlády České republiky (v RES pouze Úřad vlády ČR; IČO 00006599) zajišťuje odborné, organizační a technické zabezpečení činnosti vlády. Zřízen je dle kompetenčního zákona č. 2/1969 Sb. (tehdy jako Úřad vlády Československé socialistické republiky) a zákonem č. 219/2002 Sb., kterým se provádí změny v soustavě ústředních orgánů státní správy České republiky, byl zařazen mezi ústřední orgány státní správy.
Úřad má právo hospodařit s majetkem státu, který slouží potřebám vlády. Mezi objekty jím spravované patří: Kramářova vila, Lichtenštejnský palác, Hrzánský palác a Benešova vila v Sezimově Ústí. Tyto objekty jsou převážně využívány pro zasedání vlády, jejích orgánů či pro ubytování zahraničních delegací na nejvyšší úrovni. Kromě úřadu může služeb těchto objektů využívat také Kancelář prezidenta republiky, parlament a ministerstva.
Úřad vlády České republiky sídlí od roku 1993 v budově Strakovy akademie v Praze 1 na Malé Straně, nábřeží Edvarda Beneše 128/4, kde do roku 1992 sídlil úřad předsednictva československé vlády. Původní sídlo měl úřad české vlády do roku 1992 v Lazarské ulici 15/7, kde se dnes nachází Generální finanční ředitelství.

## Organizační uspořádání
Úřad vlády ČR řídí a navenek zastupuje vedoucí Úřadu vlády ČR, který je jmenován vládou a za výkon své funkce je odpovědný vládě a premiérovi. K jeho úkolům patří též odpovědnost za přípravu programu práce vlády a jejích orgánů a vytváření podmínek pro plynulý chod práce vlády a jejího předsedy, koordinace a kontrola plnění úkolů vlády podle jejího plánu práce a přijatých usnesení vlády (v rámci této činnosti vedoucí Úřadu vlády ČR kontroluje, zda plní své úkoly ministerstva a ostatní ústřední orgány státní správy, a sbírá od nich podklady pro sestavování programu vlády). Vedoucí úřadu vlády přímo řídí ty útvary úřadu, které nepodléhají přímo některému členovi vlády. Všechny útvary úřad koordinuje a řídí je po pracovněprávní stránce. Vedoucí Úřadu vlády je oprávněn předkládat vládě materiály k jednání, nemůže však o nich hlasovat. Na rozdíl od vedoucích jiných ústředních orgánů státní správy se vedoucí Úřadu vlády ČR může účastnit prakticky všech jednání vlády bez omezení a i bez pozvání.